# Campeonato Sul-Americano de Rugby de 2001
O Campeonato Sul-Americano de Rugby de 2001 foi a XXIII edição deste torneio.
A divisão maior (Sul-Americano "A") foi realizada em vários locais, participaram as seleçãos de Argentina, Uruguai, Chile e o Paraguai vencedor de um jogo de play-off contra o Brasil.
A vencedora foi a Seleção Argentina.
A divisão mais baixa (Sul-Americano "B") foi realizada em vários locais, com a participação das seleçãos de Brasil, Colômbia, Peru e Venezuela. A vencedora foi a Seleção Brasileira.

O torneio foi válido para as eliminatórias da Copa do Mundo de Rugby de 2003.

## Play-off
| 8 de Setembro de 2001 |         |        |          |
| Paraguai              | 22 - 13 | Brasil | Assunção |
|                       |         |        | Assunção |

## Divisão A
| 6 de Outubro de 2001 |        |          |            |
| Uruguai              | 62 - 8 | Paraguai | Montevideu |
|                      |        |          | Montevideu |

| 13 de Outubro de 2001 |        |       |            |
| Uruguai               | 26 - 7 | Chile | Montevideu |
|                       |        |       | Montevideu |

| 27 de Outubro de 2001 |        |          |          |
| Chile                 | 48 - 0 | Paraguai | Santiago |
|                       |        |          | Santiago |

| 10 de Novembro de 2001 |         |           |          |
| Paraguai               | 15 - 69 | Argentina | Assunção |
|                        |         |           | Assunção |

| 17 de Novembro de 2001 |         |           |          |
| Chile                  | 23 - 42 | Argentina | Santiago |
|                        |         |           | Santiago |

| 24 de Novembro de 2001 |        |         |              |
| Argentina              | 63 - 7 | Uruguai | Buenos Aires |
|                        |        |         | Buenos Aires |

### Classificação
| Seleção   | Vitórias | Empates | Derrotas | Pontos a favor | Pontos contra | Pontos +/- | Pontos |
| --------- | -------- | ------- | -------- | -------------- | ------------- | ---------- | ------ |
| Argentina | 3        | 0       | 0        | 174            | 45            | +129       | 6      |
| Uruguai   | 2        | 0       | 1        | 95             | 78            | +17        | 4      |
| Chile     | 1        | 0       | 2        | 78             | 68            | +10        | 2      |
| Paraguai  | 0        | 0       | 3        | 23             | 179           | -156       | 0      |

Pontuação: Vitória = 2, Empate = 1, Derrota = 0 

## Campeão
| Campeonato Sul-Americano de Rugby 2001 |
| -------------------------------------- |
| ARGENTINA Campeã (22º título)          |

## Divisão B
| 6 de Outubro de 2001 |        |          |         |
| Venezuela            | 55 - 0 | Colômbia | Caracas |
|                      |        |          | Caracas |

| 13 de Outubro de 2001 |       |      |         |
| Venezuela             | 46-19 | Peru | Caracas |
|                       |       |      | Caracas |

| 27 de Outubro de 2001 |        |      |          |
| Brasil                | 51 - 9 | Peru | Varginha |
|                       |        |      | Varginha |

| 10 de Novembro de 2001 |         |        |        |
| Colômbia               | 12 - 44 | Brasil | Bogotá |
|                        |         |        | Bogotá |

| 17 de Novembro de 2001 |        |           |           |
| Brasil                 | 14 - 3 | Venezuela | São Paulo |
|                        |        |           | São Paulo |

| 17 de Novembro de 2001 |         |          |      |
| Peru                   | 31 - 10 | Colômbia | Lima |
|                        |         |          | Lima |

### Classificação
| Seleção   | Vitórias | Empates | Derrotas | Pontos a favor | Pontos contra | Pontos +/- | Pontos |
| --------- | -------- | ------- | -------- | -------------- | ------------- | ---------- | ------ |
| Brasil    | 3        | 0       | 0        | 109            | 24            | +85        | 6      |
| Venezuela | 2        | 0       | 1        | 104            | 33            | +71        | 4      |
| Peru      | 1        | 0       | 2        | 59             | 107           | -48        | 2      |
| Colômbia  | 0        | 0       | 3        | 22             | 130           | -108       | 0      |

Pontuação: Vitória = 2, Empate = 1, Derrota = 0 

## Campeão Divisão B
| Campeonato Sul-Americano de Rugby 2001 Divisão B |
| ------------------------------------------------ |
| BRASIL Campeão (2º título)                       |